# 醴茶铁路
醴茶铁路是湖南省株洲市境内的一条准轨支线铁路。 从沪昆线醴陵站东端引出，向南至茶陵，长116.9km。其中茶陵境段50.8公里。从茶陵县城到清水还有一条清水支线12.1公里。醴茶铁路担负运出茶陵城北思聪乡湘东矿务局的铁矿、潞水乡的煤炭，以及攸县的煤炭。
线路于2015年7月2日停运，2020年6月30日恢复运营。

## 线路
设计年运量600万吨，日通过17对列车。
吉衡铁路（衡茶吉铁路）配套建设的文茶联络线，起自吉衡铁路东端的茶陵西站，与醴茶铁路共线至茶陵站，再向东至湘赣省界经火田站（预留）、莲花站、至分文铁路终点文竹站，线路全长54.041km，其中江西省境内 13.126km、湖南省境内40.915km；醴茶支线改建工程长7.720km。工程造价5.9亿元，合同工期1277日历天。文茶联络线打通了醴茶铁路、分文铁路两条断头线，并沟通了新建的吉衡铁路。
大唐集团攸县能源公司在网岭镇荷叶塘村一期建设2座60万千瓦超临界火电机组，其中铁路专用线从醴茶铁路网岭站引出，总投资2.17亿元，全长8.147千米，共有12座单线铁路桥梁，架设84孔168片T梁。

## 历史
1965年5月21日，毛泽东重上井冈山，乘专列抵达醴陵站后，毛泽东改乘汽车经茶陵前往井冈山。看到沿途发生翻天覆地的变化，毛泽东写下了“弹指38年，人间变了，似天渊翻覆”的词。1969年，湖南省革命委员会提出修建湘东铁路，支持井冈山西麓开发。经国家计委和国家建委批复。1970年2月完成设计。1970年9月成立湘东铁路修建指挥部，由醴陵、攸县、茶陵、浏阳、炎陵、安仁等6县12万民兵，按部队的编制分成824个连队投入铁路建设会战。1970年11月开工，1972年底基本竣工。共投入劳动工日2952万个，完成土方1373万立方，修建大小桥梁39座。总投资8021.9万元，平均每千米造价62.18万元。1973年1月1日正式通车，开行619/620次临时旅客列车。1975年4月1日移交广州铁路局长沙铁路分局，并开通长沙-茶陵的513/514次旅客列车:220。1993年运输148.4万吨。
广铁实施“干支分离”，2000年7月12日成立醴茶铁路公司，注册地攸县，“模拟法人，承包经营”。2008年随沪昆铁路株洲至醴陵段一起移交南昌铁路局管辖。2014年，南昌铁路局组织对醴茶铁路大修，更新为500米长的钢轨。
2015年7月2日，醴茶铁路的客运车次2367/8改为K2367次、K2368次，改走京广、吉衡到井冈山，不再经过醴茶铁路。
2019年11月30日，醴茶铁路划归广州局集团管辖，株洲当地市政部门也借此向国铁集团争取线路恢复客运。广州局集团在接手醴茶铁路后对线路设备设施进行改造，包括对站场线路设备拆除、更换以及站房建设等工程以使线路可达到客运列车基本通行条件。其中信号工程于2020年2月29日完工，其他工程受到新冠疫情影响延期至3月15日完工，客运业务则延期至广州局集团二季度运行调图后恢复。
2020年6月30日，株洲市政府和广州局集团在株洲站前广场举行开通仪式，醴茶铁路正式恢复运营。初期每日开行一对长沙-炎陵之间的K9033/6次和K9034/5次列车。